# Birte Weigang

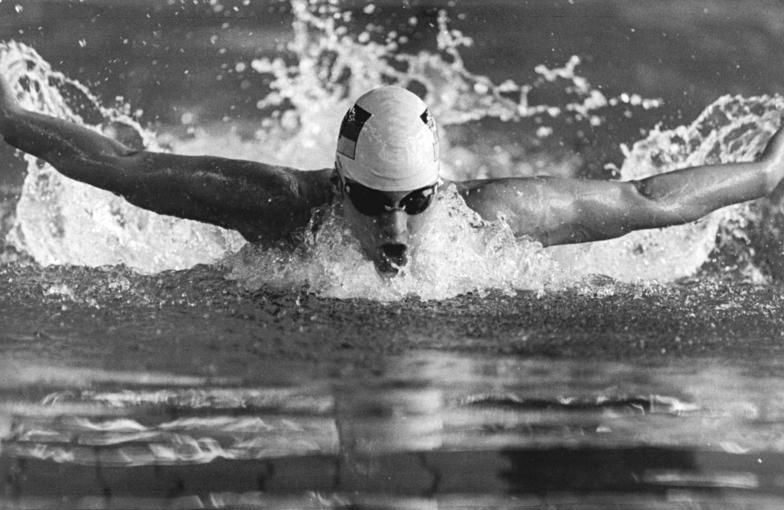
Birte Weigang bei den 39. DDR-Schwimmmeisterschaften in Potsdam, 22. Juli 1988

Birte Weigang (* 31. Januar 1968 in Leipzig) ist eine ehemalige deutsche Schwimmerin, die für die DDR startete. Weigang ist Opfer des staatlich verordneten Dopings im DDR-Leistungssport.

## Werdegang
Die Tochter des ehemaligen Fußballer des Jahres der DDR Horst Weigang startete in ihrer Karriere für den SC Turbine Erfurt und setzte zunächst die Tradition der Rückschwimmer fort, die Roland Matthes durch seine Erfolge begründete.
Ihren ersten großen Erfolg feierte sie 1985, als sie über 100 Meter Rücken in Sofia Europameisterin wurde. Außerdem konnte sie sich den Europameistertitel über 4 × 100 Meter Lagen, gemeinsam mit Sylvia Gerasch, Kornelia Greßler und Heike Friedrich und die Silbermedaille über 100 Meter Schmetterling, sichern.
Später konzentrierte sie sich auf die Schmetterlingslage und gewann 1986 bei den Weltmeisterschaften über 200 Meter Schmetterling mit der Bronzemedaille ihre einzige Weltmeisterschaftsmedaille.
Ein Jahr später bei den Schwimmeuropameisterschaften 1987 in Straßburg wurde sie abermals Europameisterin mit der 4-mal-100-Meter-Lagenstaffel und Vizeeuropameisterin über 100 und 200 Meter Schmetterling.
Mit der 4-mal-100-Meter-Lagenstaffel der DDR wurde sie bei den Olympischen Spielen 1988 in Seoul Olympiasiegerin und holte zwei Silbermedaillen über 100 Meter und 200 Meter Schmetterling.
Sie beendete ihre Schwimmkarriere 1989 auf Grund eines diagnostizierten Bandscheibenvorfalls und wurde danach Lehrerin in Berlin.
Birte Weigang wurde 1986 mit dem Vaterländischen Verdienstorden in Silber und 1988 in Gold ausgezeichnet.

### DDR-Doping
Weigang bestätigte die unwissentliche Einnahme von Dopingpräparaten, von Seiten der DDR-Sportfunktionäre und Mediziner. Sie wurde nach ihrer Schwimmkarriere mit massiven gesundheitlichen Problemen als Resultat des jahrelangen systematischen Dopingprogramms der DDR konfrontiert. Die Einnahme von anabolen Steroiden, wie Oral-Turinabol, bewirkte beispielsweise die Entwicklung einer zu kräftigen Muskulatur für ihr Skelett, was zu multiplen Wirbelbrüchen führte und schließlich auch wirklicher Grund ihres Karriereendes war.
Auch Weigangs ehemalige Trainingskollegen Cornelia Sirch und Torsten Karl, der 2003 an einem Gehirntumor starb, gehören zu den Dopinggeschädigten.
Weigang fasst die systematischen Dopingpraktiken der DDR für sich wie folgt zusammen:

„Ich wurde nicht gefragt, ob ich will, dass mein Körper in einem Jahr Training zehn Jahre altert.“